# Northborough (Massachusetts)
Northborough es un pueblo ubicado en el condado de Worcester en el estado estadounidense de Massachusetts. En el Censo de 2010 tenía una población de 14.155 habitantes y una densidad poblacional de 291,51 personas por km².

## Geografía
Northborough se encuentra ubicado en las coordenadas 42°19′24″N 71°38′46″O / 42.32333, -71.64611. Según la Oficina del Censo de los Estados Unidos, Northborough tiene una superficie total de 48.56 km², de la cual 47.85 km² corresponden a tierra firme y (1.45%) 0.7 km² es agua.

## Demografía
Según el censo de 2010, había 14.155 personas residiendo en Northborough. La densidad de población era de 291,51 hab./km². De los 14.155 habitantes, Northborough estaba compuesto por el 87.64% blancos, el 1% eran afroamericanos, el 0.11% eran amerindios, el 8.18% eran asiáticos, el 0.02% eran isleños del Pacífico, el 0.93% eran de otras razas y el 2.11% pertenecían a dos o más razas. Del total de la población el 2.69% eran hispanos o latinos de cualquier raza.